# Androcalva perlaria
Androcalva perlaria är en malvaväxtart som beskrevs av C.F.Wilkins. Androcalva perlaria ingår i släktet Androcalva och familjen malvaväxter. Inga underarter finns listade i Catalogue of Life.